# Альпийский фён

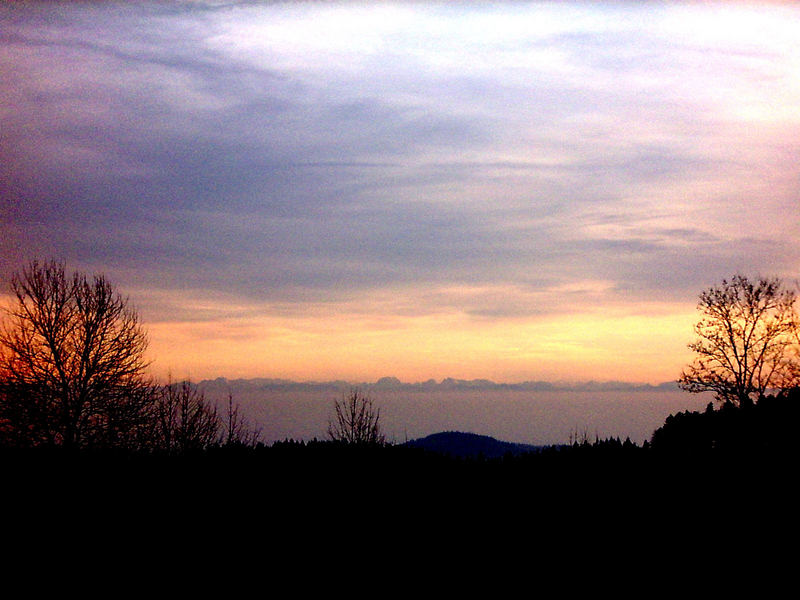
Вид на баварское альпийское побережье с южным фёном. Снято около 20 km к востоку от Регенсбурга при видимости около 200 km. Долина Дуная образует естественную границу для альпийского фёна.

Альпийский фён (нем. Alpenföhn) — название, данное ветру фёна в Альпийском регионе. Изначально термин использовался для обозначения южного ветра, который дует в зимние месяцы и приносит оттепели на северную сторону Альп. Позднее слово стало использоваться для обозначения подобных явлений других горных хребтов, поэтому был придуман дополнительный термин «альпийский фён» (Alpenföhn). Этот ветер может вызывать сильные штормы с ветром ураганной силы и максимальной скоростью до 150 км/ч. Южный ветер на северной стороне Альп называют южным фёном (Südföhn), противоположный ему ветер на южной стороне Альп называют северным фёном (Nordföhn).
Фёны известны своим теплым воздухом и необычным видом облаков и атмосферы.

## Фёны в северных Альпах

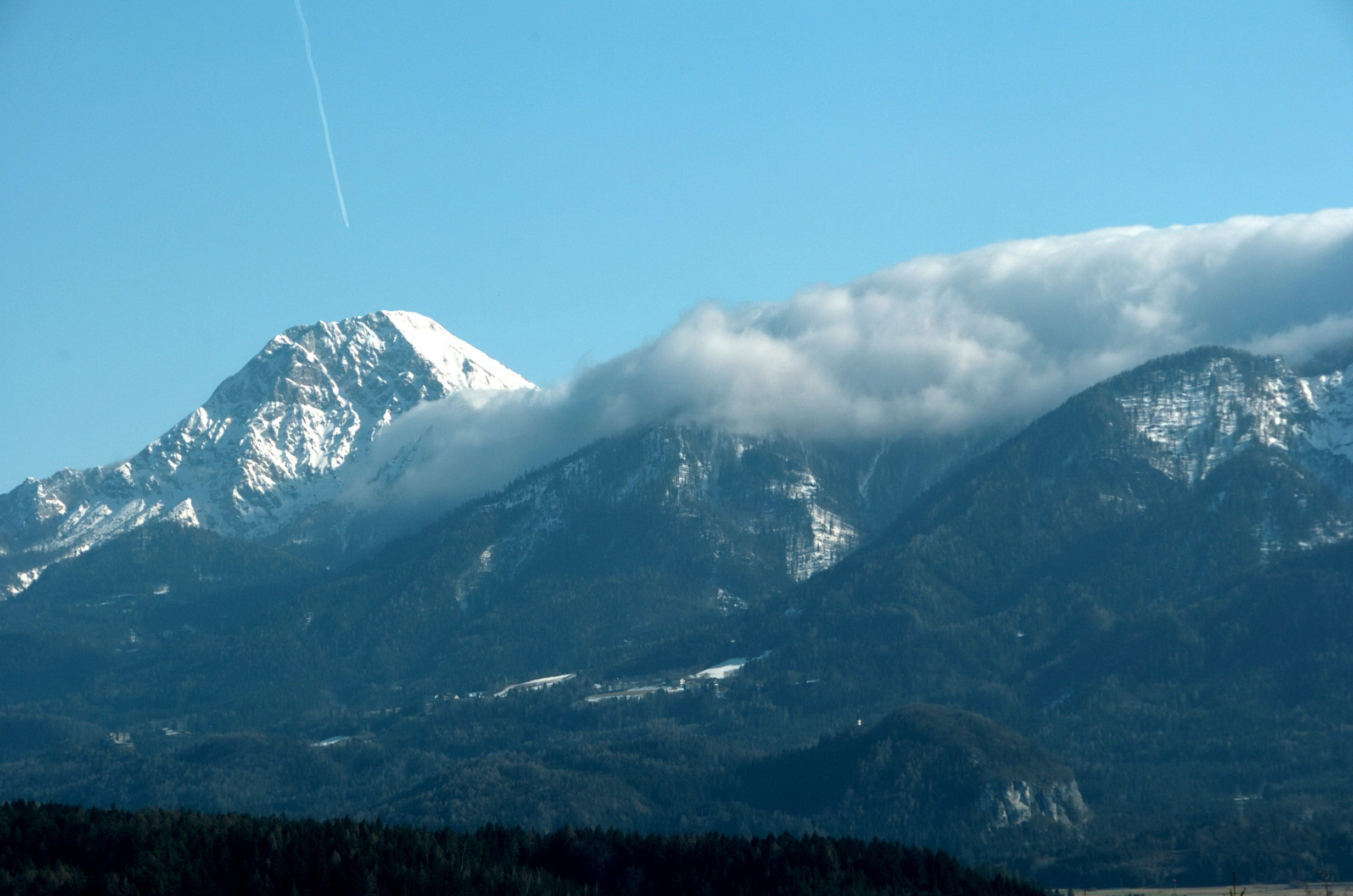
Облака во время южного фёна над хребтом Караванке

Значительную часть дней фёна осадки к югу от альпийской цепи отсутствуют, поэтому теплый воздух нельзя объяснить термодинамической теорией фёна. При этом, фён на северной стороне Альп берет начало не от южного подножия Альп, а выше; наветренный воздух под ним образует слой стабильного воздуха и не может пересечь барьер. Через глубоко изрезанные альпийские перевалы часть этого относительно прохладного, захваченного наветренного воздуха достигает севера в виде умеренного фёна.
В Швейцарии фёном принято называть только явно теплый нисходящий ветер, который вызывается дополнительным теплом конденсации (тепловой энергией) в периоды дождей на южной стороне Альп (северной стороне Альп, когда речь идёт о северном фёне).
В основном фёны — это крупномасштабные центрально-атлантические или африканские воздушные массы, имеющие направление с юго-запада на юг, которые вызывают необычно теплые условия к северу от Альп даже если скорость ветра низкая. Причиной обычно являются малоподвижные или заблокированные атлантические впадины в районе Британских островов и Северного моря, т. е. холодный фронт. Особо экстремальные условия приводят к образованию долинных фёнов. Эти южные ветры могут, например, принести пыль Сахары в Альпы.
Перепады температур между территорией действия фёна и ее ближайшими окрестностями могут превышают 10 °C (18 °F). При наличии действия фёна температура может повышаться или понижаться до 25 °C (45 °F). Фёны также являются причиной зимних максимумов температуры. На северной стороне Альп фён ассоциируется с очень хорошей видимостью из-за низкой влажности. Зимой и весной сухой воздух и высокая температура при действии фёна способствуют быстрому таянию снега.

## Фёны в южных Альпах
В условиях обратного давления на южной стороне Альп возникает северный фён, известный в итальянском языке как трамонтана или в немецком как тедеско. Эффекты не совсем симметричны, поскольку северный воздух имеет характеристики, отличные от южного воздуха. Северные ветры фёна приводят к облакам с дождем на севере и возможным повышением температуры на юге. Северный фён часто проявляется как относительно холодный шторм, поскольку такая ветровая ситуация обычно возникает после прохождения холодного фронта с запада.